# Smoot-Hawley-Zollgesetz

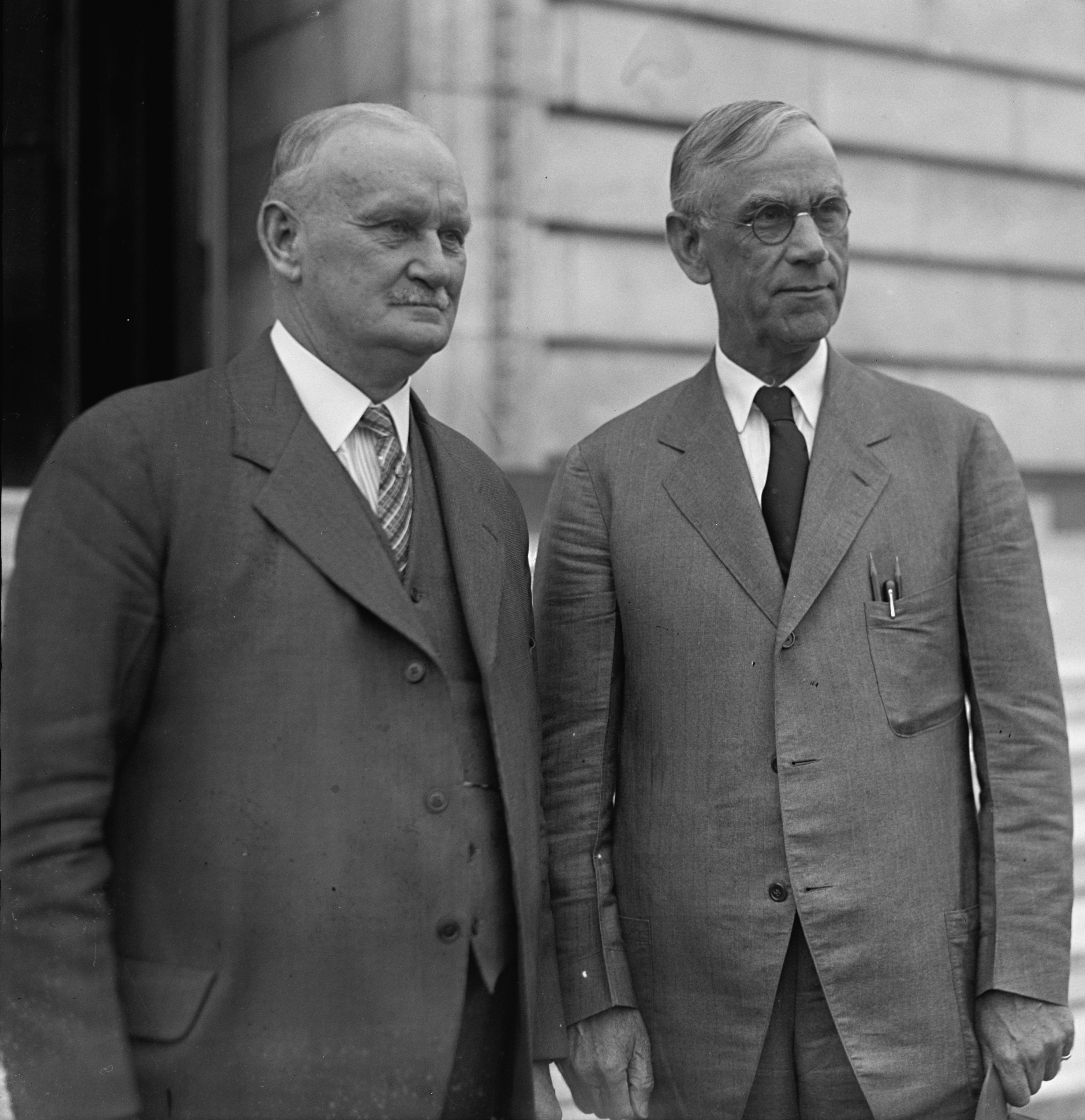
Die Initiatoren Willis C. Hawley (links) und Reed Smoot im April 1929, kurz bevor der Smoot-Hawley Tariff Act das Repräsentantenhaus passierte.

Das Smoot-Hawley-Zollgesetz (englisch Smoot–Hawley Tariff Act) war ein am 17. Juni 1930 erlassenes Bundesgesetz der Vereinigten Staaten, mit dem die US-Zölle für über 20.000 Produkte auf Rekordniveau angehoben wurden. Ziel des protektionistischen Gesetzes war der Schutz der Wirtschaft der Vereinigten Staaten vor ausländischer Konkurrenz. Das Gesetz wurde zeitgenössisch von vielen Seiten kritisiert und wird für die Verschärfung der Weltwirtschaftskrise verantwortlich gemacht.

## Entstehung
Benannt ist der Smoot-Hawley Tariff Act nach seinen Initiatoren, Senator Reed Smoot aus Utah und Willis C. Hawley, Mitglied des Repräsentantenhauses aus Oregon. Er wurde am 28. Mai 1929 vom Repräsentantenhaus angenommen. Dabei stimmten 264 Mitglieder für das Gesetz und 147 dagegen. Von den Befürwortern waren 244 Republikaner und 20 Demokraten. Im Senat wurde es mit 44 zu 42 Stimmen angenommen, wobei 39 Republikaner und fünf Demokraten für das Gesetz stimmten.
Am 17. Juni 1930 wurde es durch Präsident Herbert Hoover als Gesetz in Kraft gesetzt.

## Kritik
Henry Ford und Thomas W. Lamont nannten das Gesetz eine „ökonomische Dummheit“ und „blödsinnig“. Im Mai 1930 unterzeichneten 1028 Wirtschaftswissenschaftler eine Petition gegen den Smoot-Hawley Tariff Act, die von Paul Douglas, Irving Fisher, James TFG Wood, Frank Graham, Ernest Patterson, Henry Seager, Frank Taussig und Clair Wilcox organisiert worden war. Bei seinem Präsidentschaftswahlkampf 1932 sprach sich der Demokrat und spätere Präsident Franklin D. Roosevelt gegen das Gesetz aus. Über 30 ausländische Regierungen legten formell Protest ein.

## Auswirkungen
Das Gesetz hatte einen großen Anteil am Rückgang des Außenhandels der Vereinigten Staaten. Die Importe der USA sanken zwischen 1929 und 1933 um 66 % von 4,4 Milliarden Dollar auf 1,5 Milliarden Dollar. Die Exporte fielen um 61 % von 5,4 Milliarden Dollar auf 2,1 Milliarden Dollar. Die Importe aus Europa fielen von 1,334 Milliarden im Jahr 1929 auf 390 Millionen  Dollar im Jahr 1932 und die Exporte nach Europa von 2,341 Milliarden auf 784 Millionen Dollar. Das Gesetz verschärfte die protektionistischen Tendenzen im internationalen Handel. Zahlreiche Staaten folgten dem amerikanischen Beispiel eines ökonomischen Nationalismus und erhöhten ihre Zölle oder strebten nach Autarkie. Handelsverträge wurden zunehmend bilateral geschlossen, Instrumente des Multilateralismus wie die Meistbegünstigungsklausel kamen außer Gebrauch. Dadurch schrumpfte der Welthandel, was die Weltwirtschaftskrise deutlich verschärfte. Bis 1933 ging der Welthandel um etwa 60 % zurück.
Sowohl Reed Smoot als auch Willis C. Hawley verpassten im Jahr 1932 die Wiederwahl in den Kongress. „Smoot-Hawley“ wurde zum Synonym für katastrophale Politikgestaltung.
Nach Massenarbeitslosigkeit und Verelendung breiter Schichten leitete in den USA der Anti-Zoll-Politiker Präsident Franklin D. Roosevelt mit seinem New Deal den Umschwung ein. Das Smoot-Hawley-Zollgesetz wurde durch das Gesetz über gegenseitige Zölle (Reciprocal Tariff Act) abgelöst, welches von Präsident Roosevelt 1934 unterzeichnet wurde. Dadurch wurde eine Senkung der Zölle erreicht.
Die von Präsident Donald Trump am 2. April 2025 angekündigten Zölle, die das Zollniveau über die Sätze während der Smoot-Hawley-Zölle hinaus erhöhen könnten, lenkten die Aufmerksamkeit erneut auf den Smoot-Hawley Act.